# Terminál (film)
A Terminál (The Terminal) egy 2004-ben bemutatott filmdráma Andrew Niccol és Sacha Gervasi története nyomán. A film segédproducere és rendezője Steven Spielberg, főszereplői pedig Tom Hanks és Catherine Zeta-Jones.
A film egy férfiről szól, aki New Yorkban a JFK nemzetközi repülőtéren az United Airlines/British Airways terminálján reked. Mivel nincsenek érvényes papírjai, megtiltják neki, hogy belépjen az Államokba, ugyanakkor a hazájába sem térhet vissza, forradalom miatt.
A film ötlete megtörtént eseten alapul, Mehran Karimi Nasseri 18 évet töltött a párizsi Charles de Gaulle repülőtér termináljában, mert egyetlen ország sem ismerte el állampolgárának, vagy menekültnek.

### Szereplők
| Szerep          | Színész              | Magyar hang       | Leírás                                                                                          |
| --------------- | -------------------- | ----------------- | ----------------------------------------------------------------------------------------------- |
| Viktor Navorski | Tom Hanks            | Kőszegi Ákos      | Főszereplő, Krakozhia polgára, aki a New York-i JFK reptéren ragadt                             |
| Amelia Warren   | Catherine Zeta-Jones | Tóth Enikő        | Légiutas-kísérő                                                                                 |
| Frank Dixon     | Stanley Tucci        | Kulka János       | A reptér biztonsági főnöke                                                                      |
| Joe Mulroy      | Chi McBride          | Németh Gábor      | Reptéri dolgozó. Navorski egyik barátja                                                         |
| Enrique Cruz    | Diego Luna           | Csőre Gábor       | Bevándorló, reptéri dolgozó. Navorski másik barátja                                             |
| Judge Thurman   | Barry Shabaka Henley | Papp János        | Reptéri rendőr                                                                                  |
| Gupta Rajan     | Kumar Pallana        | Dobránszky Zoltán | Indiai bevándorló, aki illegálisan tartózkodik az országban. Reptéri takarító, Navorski barátja |
| Dolores Torres  | Zoë Saldana          | Kiss Eszter       | Útlevél ellenőr                                                                                 |
| Richard Salchak | Eddie Jone           | Koroknay Géza     | A reptér igazgatója                                                                             |
| Karl Iverson    | Jude Ciccolella      | Áron László       |                                                                                                 |
| Waylin          | Corey Reynolds       | Sörös Sándor      |                                                                                                 |
| Bobby Alima     | Guillermo Diaz       | ism.              |                                                                                                 |